# Odpoczno
Odpoczno – zespół łączący muzykę elektroniczną i ludową z regionu opoczyńskiego, powstały w 2014 roku w Łodzi.

## Historia
Zespół powstał w 2014 roku w Łodzi. Artyści zainspirowani muzyką ziemi opoczyńskiej, w swojej twórczości łączą muzykę ludową, jazz, muzykę improwizowaną, rocka i muzykę elektroniczną. Odpoczno w 2018 był jedynym reprezentantem Polski na międzynarodowym festiwalu World Music Expo – WOMEX. Ponadto zespół grał na festiwalach takich jak: Off Festiwal, Jazz nad Odrą, Globaltica i Festiwal Dwa Brzegi. Wśród tekstów piosenek zespołu można znaleźć poezję autorstwa wokalistki – Joanny Szczęsnowicz oraz teksty przyśpiewek. W utworze „Srebro ryb” wykorzystano teksty japońskiego poety Bashō Matsuo.

## Wyróżnienia
- III Nagroda na Festiwalu Muzyki Folkowej Polskiego Radia „Nowa Tradycja” (2015)
- Laureat w konkursie Polskiego Radia – Folkowy Fonogram Roku (2022) za album Dryf[1]

## Albumy
- Odpoczno (2018)[6]
- Dryf (2022)[1][6]

## Zespół
- Marcin Lorenc – skrzypce
- Joanna Szczęsnowicz aka jabłkagruszki[7] – wokal, gitara basowa[1]
- Piotr Gwadera (muzyk L.Stadt[8]) – perkusja (tzw. dżaz)
- Marek Kądziela – gitara elektryczna[1]
- Paweł Cieślak – syntezator[2]

### Byli muzycy
- Joanna Garncarczyk – wokalistka[2]